# Conakri
Conakri (Conakry, en francés; Kɔnakiri, en susu) es la capital y ciudad más grande de la República de Guinea. Geográficamente la ciudad se encuentra rodeada por el océano Atlántico, extendiéndose por la antigua isla Tombo y la península de Camayenne, esta última también denominada península de Kaloum. Conakri cuenta con puerto. Sus coordenadas geográficas son 9°30′ N, 13°40′ O.

## Historia
Conakri se asentó originalmente en la pequeña isla de Tombo y más tarde se extendió a la vecina península de Kaloum, una 36 kilómetros (22,4 mi) extensión de tierra 0,2 a 6 kilómetros (0,1 a 3,7 mi) de ancho. La ciudad se fundó esencialmente después de que Gran Bretaña cediera la isla a Francia en 1887. En 1885 los dos pueblos isleños de Conakri y Boubinet tenían menos de 500 habitantes.  Conakri fue fundada después de que los británicos cedieran la isla a Francia en el año de 1887. Conakri se convirtió en la capital de Guinea francesa en 1904 y prosperó como puerto de exportación, sobre todo después de que un ferrocarril (ahora cerrado) a Kankan abriera el interior del país a la exportación a gran escala de groundnut.
En las décadas posteriores a la independencia, la población de Conakri se disparó, pasando de 50.000 habitantes en 1958 a 600.000 en 1980, y a más de dos millones en la actualidad. Su reducida superficie y su relativo aislamiento del continente, aunque supusieron una ventaja para sus fundadores coloniales, han supuesto una carga infraestructural desde la independencia.

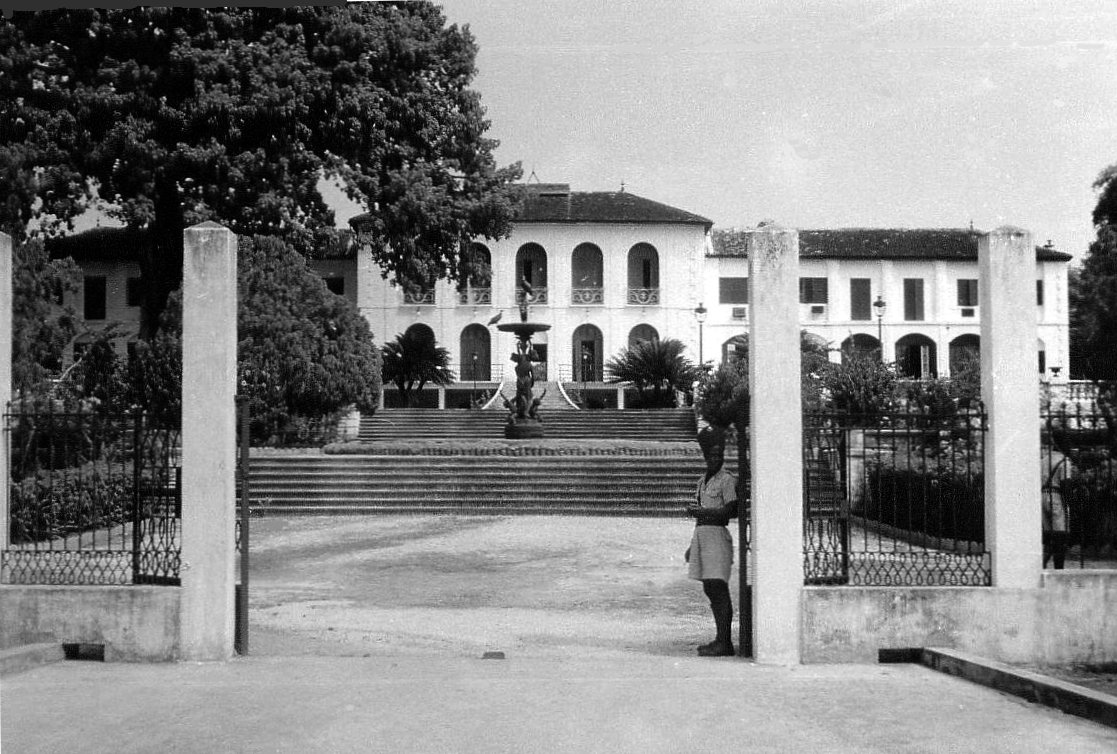
Conakri - Palacio del Gobernador francés en 1956

En 1970, el conflicto entre las fuerzas portuguesas y el PAIGC en la vecina Guinea portuguesa (actual Guinea-Bissau) se extendió a la República de Guinea cuando un grupo de 350 soldados portugueses y leales guineanos desembarcaron cerca de Conakri, atacaron la ciudad y liberaron a 26 prisioneros de guerra portugueses retenidos por el PAIGC antes de retirarse, tras haber fracasado en su intento de derrocar al gobierno o matar a los líderes del PAIGC.
El campo de Boiro, temido campo de concentración durante el gobierno de Ahmed Sékou Touré, estaba situado en Conakri.
Según grupos de derechos humanos, 157 personas murieron durante la protesta de Guinea de 2009, cuando la junta militar abrió fuego contra decenas de miles de manifestantes en la ciudad el 28 de septiembre de 2009.

## Población

### Evolución histórica[9]
| Año  | Población | Variación |
| ---- | --------- | --------- |
| 1983 | 710.372   | —         |
| 1996 | 1.092.631 | + 53,8 %  |
| 2014 | 1.660.973 | + 52,0 %  |

### Idiomas

#### Francés
En 2014, el 42,1% de los habitantes de Conakri mayores de 15 años sabía leer y escribir en francés, mientras que el 43,6% podía hablarlo y entenderlo.

#### Otras lenguas
En Conakri, como en el resto de Guinea, prevalece una gran diversidad de lenguas, además del francés, las más importantes de las cuales fueron reconocidas y enseñadas durante la Primera República: soussou, poular y malinké.
Una gran parte de la élite, educada y culta, sabe hablar inglés, sobre todo para hacer negocios o comunicarse con los países africanos anglófonos. La Cámara de Comercio de Conakri fomenta el aprendizaje del idioma, al igual que el gobierno guineano. En Conakri, hablan inglés sobre todo los liberianos, nigerianos y sierraleoneses presentes en la ciudad.

## Organización
Hoy la ciudad se ha extendido a lo largo de la península, formando cinco distritos principales. Partiendo de la punta de la península estos son:
- Kaloum, el centro de la ciudad.
- Dixinn, que hospeda a la Universidad de Conakri, también conocida como Instituto Politécnico de Conakri, además de muchas embajadas.
- Ratoma, que destaca por su vida nocturna.
- Matam
- Matoto, donde se encuentra el Aeropuerto Gbessia.

En marzo de 2014 presentaban la siguiente población censada:
- Dixinn 135,788
- Kaloum 62,507
- Matam 143,255
- Matoto 666,640
- Ratoma 652,783[11]

## Cultura
- El Museo nacional de Sandervalia

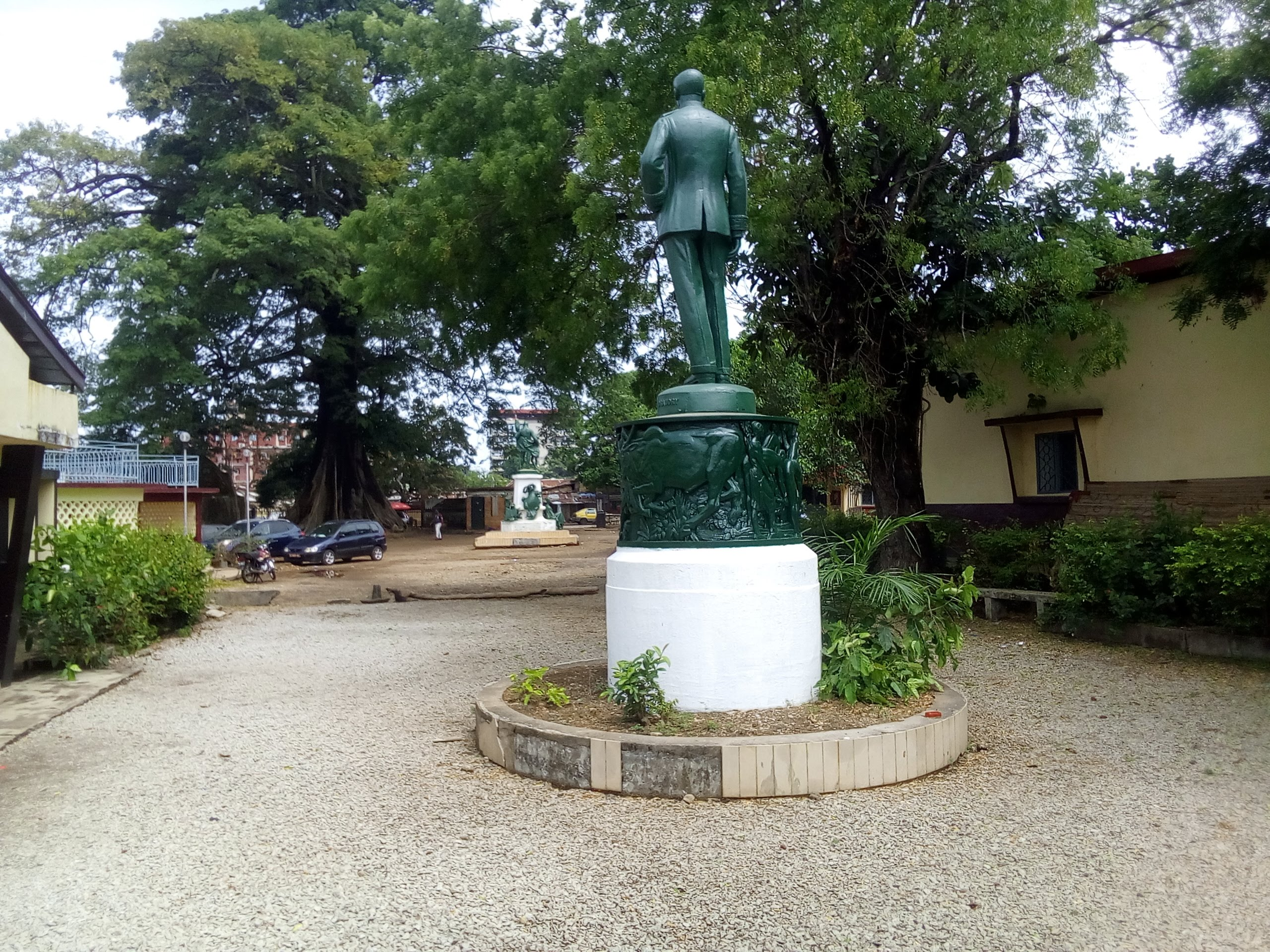
Patio interior en el Museo nacional de Sandervalia.

- El Jardín Botánico de Conakri (1894)
- La Biblioteca Nacional de Guinea
- Los archivos nacionales de Guinea
- La lengua oficial es el francés

## Arquitectura

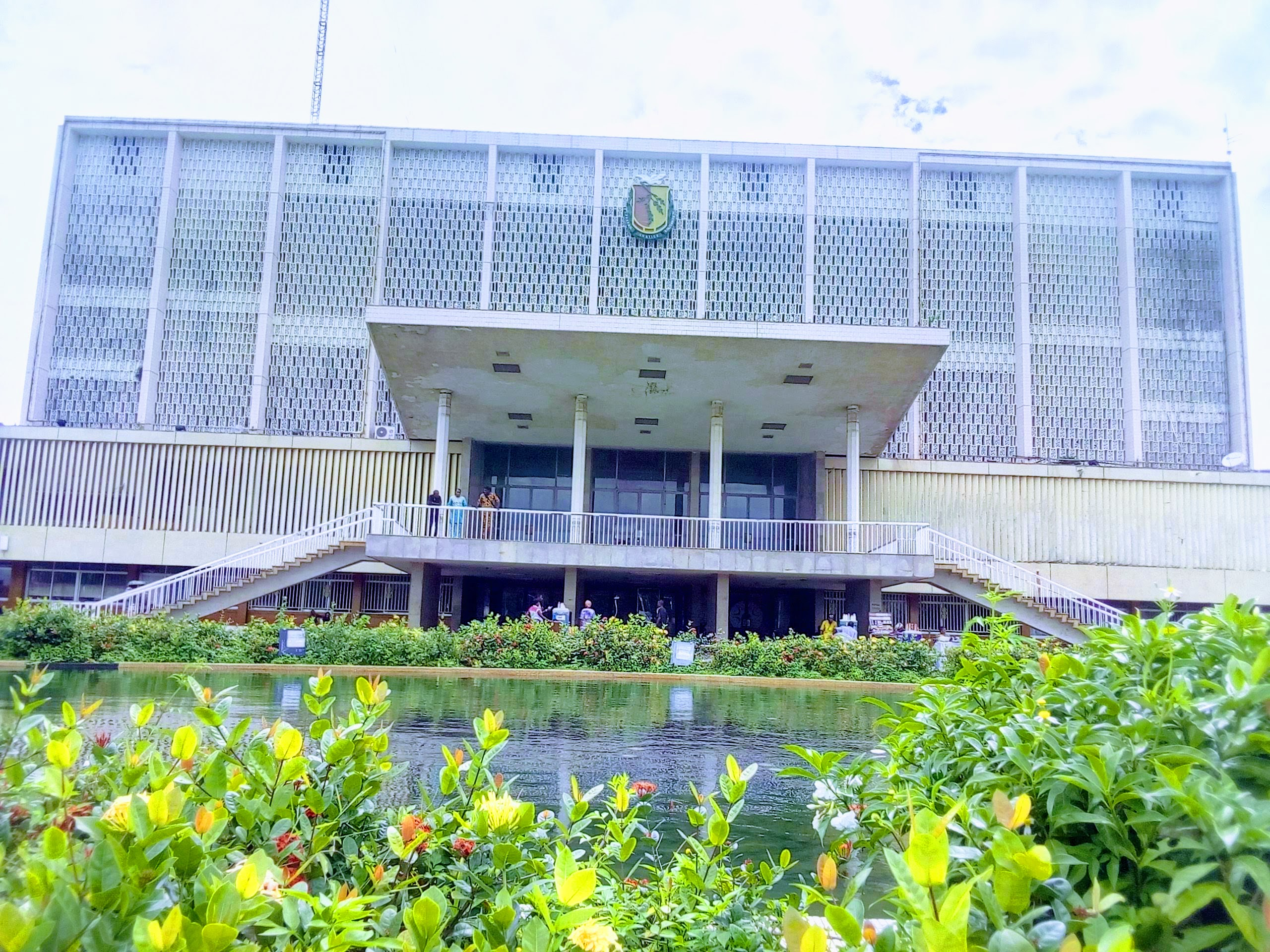
Palacio del Pueblo.

- El Palais du Peuple
- La estación Central de Conakry
- Hotel Mariador Palace

## Lugares de culto
Entre las mezquitas islámicas destacan la Gran Mezquita de Conakri. También hay templos cristianos, incluyendo la Catedral católica de Santa María, o la Iglesia Protestante Evangélica de Guinea.

## Economía
Conakri es la ciudad más grande de Guinea y su centro administrativo, económico y de comunicaciones. La economía de la ciudad gira en torno al puerto, dotado de modernas estructuras para el tráfico de mercancías y almacenes, a través del cual se exporta sobre todo aluminio y bananas. Las industrias prevalecientes son la alimentaria y la automovilística.
El estatuto de Conakry como capital de Guinea le confiere una importante actividad administrativa, pero su lugar en las comunicaciones y la economía en general es central. Ocupa un lugar importante en la economía guineana, en particular gracias al puerto de Conakry (PAC). Un habitante medio ganaba en 2009 unos 65 euros mensuales. La ciudad alberga numerosas fábricas Coca-cola (bebidas), Topaz (pinturas y plásticos), Ciment de Guinée, Diamond Cement (fábricas de cemento), Agua mineral Coyah, Savonnerie Diama, Toguna Industrie (fertilizantes). Desde 2006, se han establecido numerosas empresas de telecomunicaciones, como MTN Group, Orange, Intercel, Sotelgui y Cellcom. El sector bancario también se ha desarrollado en los últimos años, con la Société Générale, Ecobank, BICIGUI y el Banco Islámico.

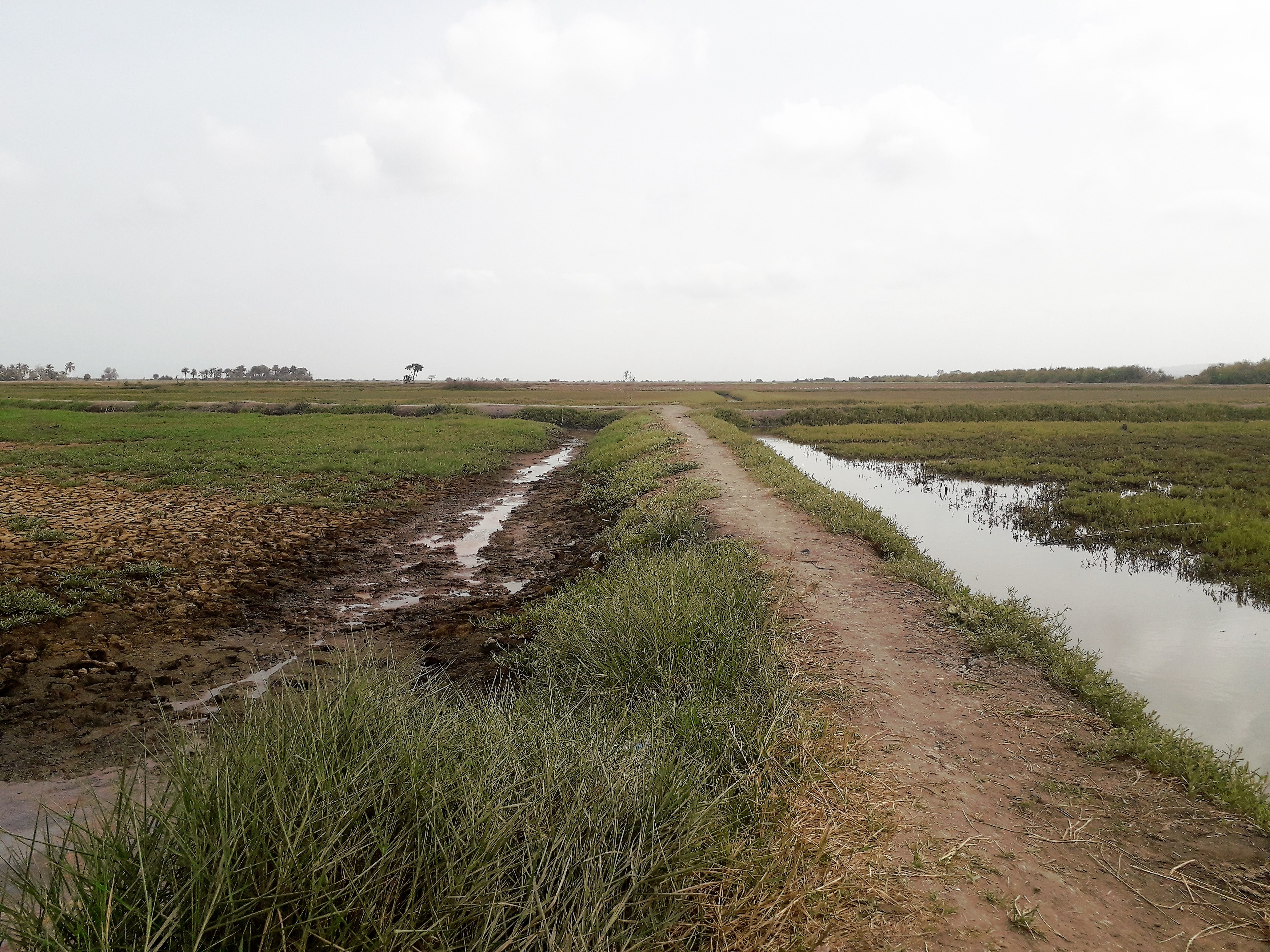
Paisaje de Tayaki.

Los manglares que rodean la ciudad forman un paisaje de recursos desarrollados, sobre todo al oeste y al noreste de la ciudad, para permitir la agricultura, incluido el rizicultura, la recolección de madera y la salicultura. Así, es la etnia Baga la que cosecha históricamente el "Bora Malé", arroz de manglar en Sousou, mediante la técnica de cultivo de arroz de secano.
El 8,5% de los conakrycas practican la agricultura en las tierras bajas y los manglares despejados de los alrededores de la ciudad. Practican la horticultura en la estación seca y el cultivo de arroz en la estación lluviosa. Sin embargo, la expansión de la zona urbana amenaza estas zonas agrícolas. A finales de los años noventa, las zonas agrícolas de Conakry no permitían la autosuficiencia alimentaria.
| Predecesor: Breslavia | Capital Mundial del Libro 2017 | Sucesor: Atenas |

### Mercados
- Mercado de Madina[16]
- Mercado de Níger[16]

### Crisis de infraestructura
Los cortes periódicos de electricidad y agua son una carga diaria para los habitantes de Conakry desde principios de 2002. Los funcionarios del gobierno y de la compañía eléctrica culpan a la sequía de febrero de 2001 de un fallo en el suministro hidroeléctrico de la capital, y a un fallo de la maquinaria envejecida de la continuación de la crisis. Los críticos del gobierno citan la mala gestión, la corrupción y la retirada del socio francés de la agencia eléctrica a principios de 2002. En 2007, gran parte de la ciudad carece de alumbrado en las horas nocturnas.
La ira popular por la escasez en Conakry se entrelazó con las protestas antigubernamentales, las huelgas y la violencia contra el gobierno del Presidente Lansana Conté y los sucesivos primeros ministros Cellou Dalein Diallo y Eugène Camara nombrados para ocupar el cargo tras la dimisión del primer ministro François Lonseny Fall en abril de 2004. La violencia alcanzó su punto álgido en enero-febrero de 2007, con una huelga general en la que murieron más de cien personas cuando el Ejército se enfrentó a los manifestantes.

## Transporte
El aeropuerto internacional de Conakry cuenta con vuelos a varias ciudades de África Occidental y Europa.

## Clima
Según la clasificación climática de Köppen, Conakri presenta un clima tropical monzónico: Am). Conakri tiene una estación húmeda y una estación seca. Como en la mayor parte de África Occidental, la estación seca de Conakri está dominada por el viento harmattan entre diciembre y abril. Como resultado, casi no llueve en la ciudad durante estos meses.
En comparación con la mayor parte de África Occidental, la estación húmeda de Conakri registra una extraordinaria cantidad de precipitaciones, con una media superior a 1,1 milímetros (0 plg) tanto en julio como en agosto. Como resultado, la precipitación media anual de Conakri asciende a casi 3,8 milímetros (0 plg). Sin embargo, la estación seca sigue siendo seca, ya que enero y febrero sólo reciben 1 milímetro (0 plg) de precipitaciones de media. La insolación es menor en la estación húmeda que en la seca, siendo agosto el mes que menos sol recibe y marzo el que más.
| Parámetros climáticos promedio de Conakri (1961-1990) | Parámetros climáticos promedio de Conakri (1961-1990) | Parámetros climáticos promedio de Conakri (1961-1990) | Parámetros climáticos promedio de Conakri (1961-1990) | Parámetros climáticos promedio de Conakri (1961-1990) | Parámetros climáticos promedio de Conakri (1961-1990) | Parámetros climáticos promedio de Conakri (1961-1990) | Parámetros climáticos promedio de Conakri (1961-1990) | Parámetros climáticos promedio de Conakri (1961-1990) | Parámetros climáticos promedio de Conakri (1961-1990) | Parámetros climáticos promedio de Conakri (1961-1990) | Parámetros climáticos promedio de Conakri (1961-1990) | Parámetros climáticos promedio de Conakri (1961-1990) | Parámetros climáticos promedio de Conakri (1961-1990) |
| Mes                                                   | Ene.                                                  | Feb.                                                  | Mar.                                                  | Abr.                                                  | May.                                                  | Jun.                                                  | Jul.                                                  | Ago.                                                  | Sep.                                                  | Oct.                                                  | Nov.                                                  | Dic.                                                  | Anual                                                 |
| ----------------------------------------------------- | ----------------------------------------------------- | ----------------------------------------------------- | ----------------------------------------------------- | ----------------------------------------------------- | ----------------------------------------------------- | ----------------------------------------------------- | ----------------------------------------------------- | ----------------------------------------------------- | ----------------------------------------------------- | ----------------------------------------------------- | ----------------------------------------------------- | ----------------------------------------------------- | ----------------------------------------------------- |
| Temp. máx. media (°C)                                 | 32.2                                                  | 33.1                                                  | 33.4                                                  | 33.6                                                  | 33.2                                                  | 31.8                                                  | 30.2                                                  | 29.9                                                  | 30.6                                                  | 30.9                                                  | 32.0                                                  | 32.2                                                  | 31.9                                                  |
| Temp. media (°C)                                      | 26.1                                                  | 26.5                                                  | 27.0                                                  | 27.4                                                  | 27.5                                                  | 26.5                                                  | 25.5                                                  | 25.2                                                  | 25.6                                                  | 26.3                                                  | 27.0                                                  | 26.6                                                  | 26.4                                                  |
| Temp. mín. media (°C)                                 | 19.0                                                  | 20.2                                                  | 21.2                                                  | 22.0                                                  | 20.7                                                  | 20.2                                                  | 20.4                                                  | 20.8                                                  | 20.7                                                  | 20.4                                                  | 21.0                                                  | 20.1                                                  | 20.6                                                  |
| Lluvias (mm)                                          | 1                                                     | 1                                                     | 3                                                     | 22                                                    | 137                                                   | 396                                                   | 1130                                                  | 1104                                                  | 617                                                   | 295                                                   | 70                                                    | 8                                                     | 3784                                                  |
| Días de lluvias (≥ 1.0 mm)                            | 0                                                     | 0                                                     | 0                                                     | 2                                                     | 9                                                     | 18                                                    | 27                                                    | 27                                                    | 22                                                    | 17                                                    | 6                                                     | 1                                                     | 129                                                   |
| Horas de sol                                          | 223                                                   | 224                                                   | 251                                                   | 222                                                   | 208                                                   | 153                                                   | 109                                                   | 87                                                    | 135                                                   | 189                                                   | 207                                                   | 214                                                   | 2222                                                  |
| Humedad relativa (%)                                  | 71                                                    | 70                                                    | 68                                                    | 70                                                    | 74                                                    | 81                                                    | 85                                                    | 87                                                    | 85                                                    | 81                                                    | 79                                                    | 73                                                    | 77                                                    |
| Fuente: NOAA                                          |                                                       |                                                       |                                                       |                                                       |                                                       |                                                       |                                                       |                                                       |                                                       |                                                       |                                                       |                                                       |                                                       |